# Август Енцманн
Август Енцманн (нім. August Enzmann; 27 серпня 1882, Відень — 21 серпня 1960, Відень) — австро-угорський, австрійський і німецький офіцер, генерал-інтендант люфтваффе.

## Біографія
З 15 вересня 1901 року — вчитель народної школи у Відні. З 1 жовтня 1902 по 31 жовтня 1904 року служив добровольцем в 99-му піхотному полку, після чого повернувся на стару роботу. 2 серпня 1905 року повернувся в армію. З 1 жовтня 1911 по липень 1913 року проходив курс інтенданта у Відні. Учасник Першої світової війни, після завершення якої продовжив службу в австрійській армії. Після аншлюсу автоматично перейшов у вермахт. 1 листопада 1938 року переведений в люфтваффе.
З 1 вересня 1939 року — консультант адміністративного відділу Імперського міністерства авіації. З 19 квітня 1940 року — постійний представник інтенданта командування 8-ї, з 20 серпня 1940 року — 4-ї авіаційної області, одночасно директор групи. З 5 вересня 1941 року — інтендант командування 4-ї авіаційної області, з 23 жовтня 1941 року — польової авіаційної області «Москва». З 1 липня 1943 року — офіцер для особливих доручень ІМА і при головнокомандувачі люфтваффе, відряджений в авіаційне командування «Південний Схід». З 9 липня 1943 року — інтендант командування 30-ї, з 24 серпня 1943 року — 24-ї польової, з 11 листопада 1943 року — 8-ї авіаційної області. З 12 серпня 1944 року — офіцер для особливих доручень ОКЛ. 25 лютого 1945 року відряджений в командування 8-ї авіаційної області. 31 березня звільнений у відставку

## Звання
- Однорічний доброволець (1 жовтня 1902)
- Лейтенант резерву (1 січня 1904)
- Лейтенант (1 серпня 1905)
- Обер-лейтенант (1 листопада 1913)
- Військовий унтер-інтендант (1 серпня 1914)
- Інтендант (1 січня 1920)
- Радник військової інтендантури (2 липня 1926)
- Обер-радник військової інтендантури (30 вересня 1927)
- Оберст-інтендант (1 січня 1936)
- Титулярний генерал-інтендант (31 січня 1936)
- Міністерський радник (1 листопада 1938)
- Генерал-інтендант запасу (1 березня 1940)
- Генерал-інтендант (1 травня 1944)

## Нагороди
- Ювілейний хрест
- Бронзова медаль «За військові заслуги» (Австро-Угорщина) з мечами
- Почесний знак Австрійського Червоного Хреста 2-го класу з військовою відзнакою
- Орден Франца Йосифа, лицарський хрест з військовою відзнакою і мечами
- Залізний хрест 2-го класу
- Пам'ятна військова медаль (Австрія) з мечами
- Хрест «За вислугу років» (Австрія) 2-го класу для офіцерів (25 років)
- Пам'ятна військова медаль (Угорщина) з мечами
- Почесний хрест ветерана війни з мечами
- Медаль «За вислугу років у Вермахті» 4-го, 3-го, 2-го і 1-го класу (25 років)
- Хрест Воєнних заслуг 2-го і 1-го класу з мечами
- Німецький хрест в сріблі (31 березня 1945)